# Ratufa affinis
Ratufa affinis — вид мишоподібних гризунів родини вивіркових (Sciuridae).

## Поширення
Вид поширений на півдні Таїланду, на Малаккському півострові, на Суматрі і Калімантані. Мешкає у первинних гірських лісах та вторинних лісах з високими деревами.

## Опис
Довжина тіла і голови у дорослих особин становить 32,2-35 см, хвіст сягає 37,3-43,8 см завдовжки. Вага тіла 929—1575 г. Забарвлення спини і голови варіює від темно-коричневого до сірого, а колір черева може бути від темно-жовтого до білого. Вуха короткі і округлі.

## Підвиди
- R. a. affinis Raffles, 1821 (Малаккський півострів та Сінгапур);
- R. a. bancana Lyon, 1906 (о. Банка);
- R. a. baramensis Bonhote, 1900 (штат Саравак);
- R. a. bunguranensis Thomas e Hartert, 1894 (о. Натуна);
- R. a. cothurnata Lyon, 1911 (західний Борнео);
- R. a. ephippium Müller, 1838 (південно-східний Борнео);
- R. a. hypoleucos Horsfield, 1823 (Суматра);
- R. a. insignis Miller, 1903 (Пулау-Сугі);
- R. a. polia Lyon, 1906 (о. Белітунг).